# Relaciones Baréin-Guatemala
Las relaciones Guatemala-Baréin son las relaciones internacionales entre Baréin y Guatemala. Los dos países establecieron relaciones diplomáticas el 21 de mayo de 2007.

## Relaciones diplomáticas
Guatemala y Baréin entablaron relaciones diplomáticas el 21 de mayo de 2007. Baréin nombró a la Embajada de Baréin en Nueva York como concurrente para Guatemala, también Guatemala nombró a la Embajada de Guatemala en el Reino Unido como concurrente para Baréin.